# Ruckwitzsee
Der Ruckwitzsee liegt im Norden der Sternberger Seenlandschaft im Landkreis Ludwigslust-Parchim, Mecklenburg-Vorpommern auf dem Gemeindegebiet Mustin. Er befindet sich südöstlich des Ortsteiles Ruchow. Das wenig gegliederte Gewässer hat eine maximale Länge von etwa 400 Metern und eine maximale Breite von 200 Metern im Südteil. Das Seeufer ist in einem schmalen Saum bewaldet. Der See liegt im nördlichen Teil einer durch das Gemeindegebiet von Nord nach Süd gehenden Seenkette.

## Nachweise
1. ↑  Karten und Luftbilder des Geoportals MV